# Slanggurka

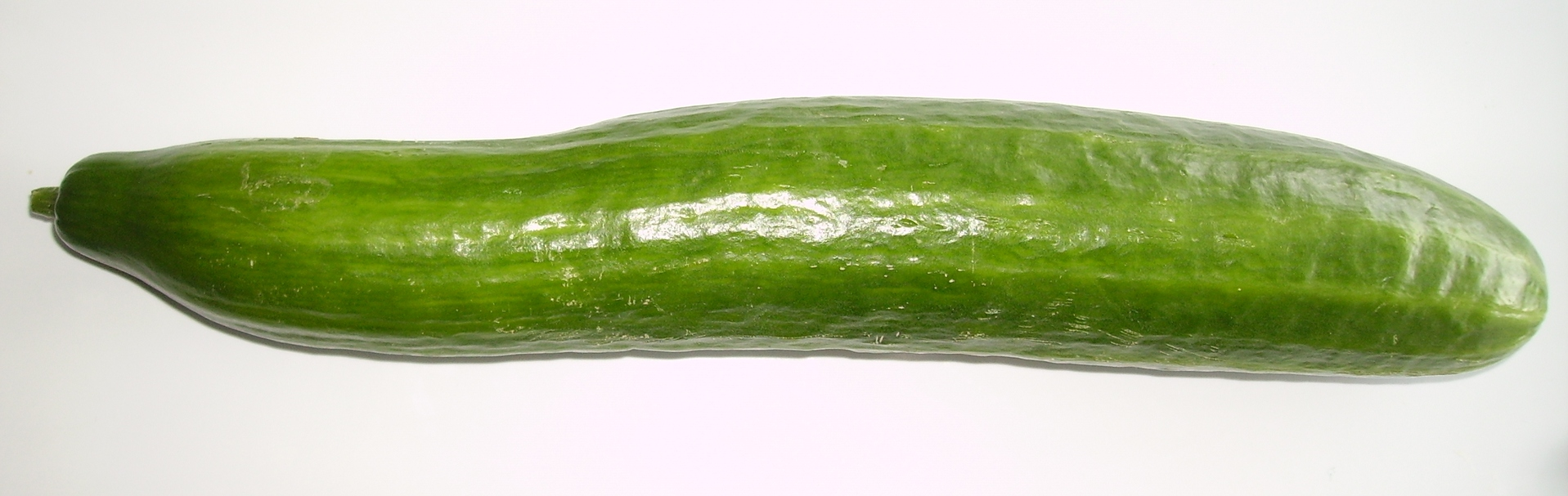
Slanggurka

Slanggurka är en typ av gurka. Slanggurkans frukter är cirka 3 dm långa. I Sverige odlas den framför allt i växthus. Slanggurkan säljs och äts i allmänhet färsk.